# Comuna Nosacevîci, Rojîșce
Nosacevîci (în ucraineană Носачевичі) este o comună în raionul Rojîșce, regiunea Volînia, Ucraina, formată din satele Ielîzavetîn, Nosacevîci (reședința), Oleșkovîci și Vîșenkî.

## Demografie
Componența lingvistică a satului Nosacevîci
     Ucraineană (99,18%)
     Alte limbi (0,73%)
Conform recensământului din 2001, majoritatea populației satului Nosacevîci era vorbitoare de ucraineană (99,18%), existând în minoritate și vorbitori de alte limbi.